# Hôpital régional de Saint-Jérôme
L'hôpital régional de Saint-Jérôme est un hôpital situé à Saint-Jérôme.

## Histoire

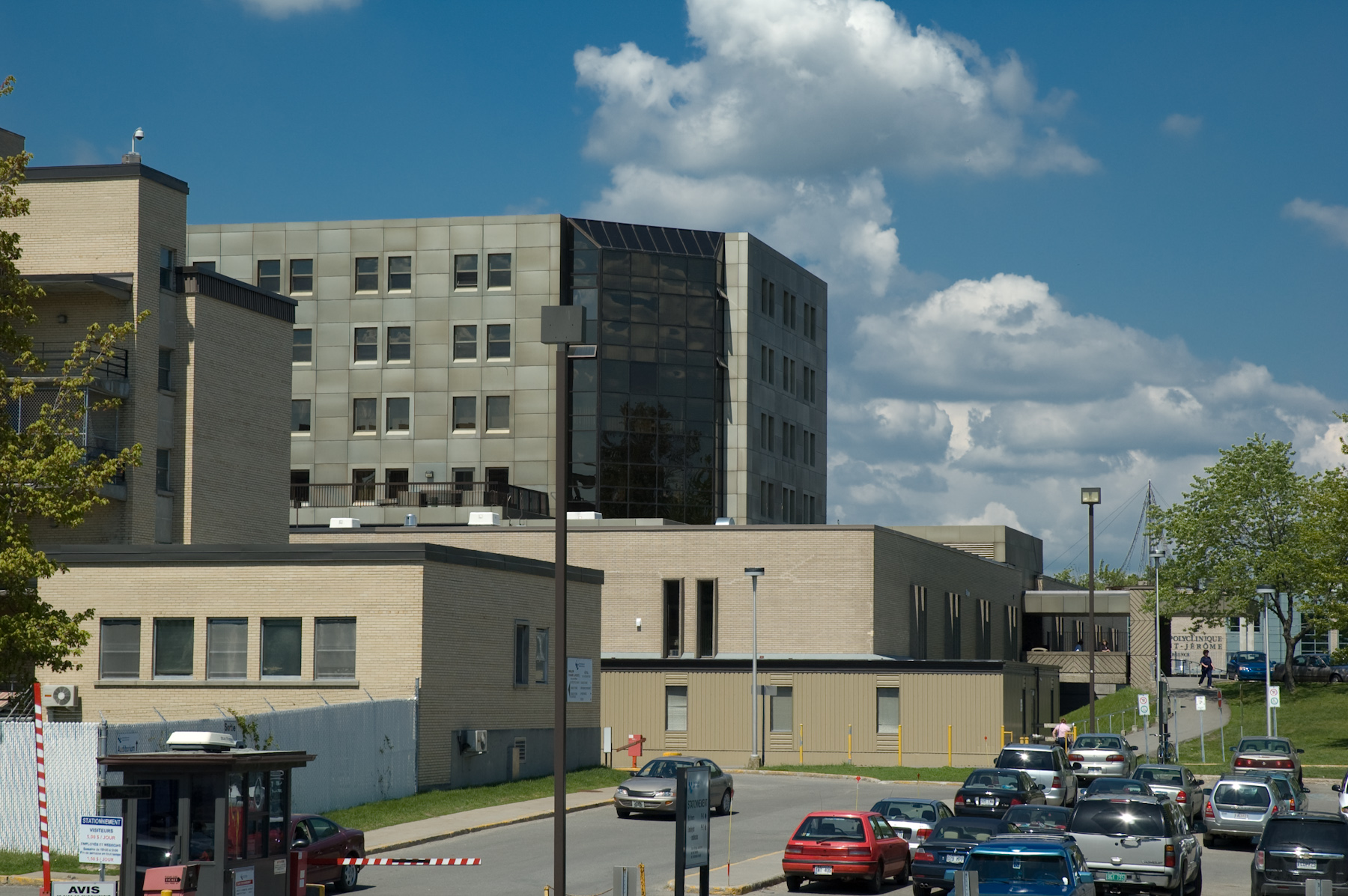
Hôpital régional de Saint-Jérôme

L'hôpital est fondé en 1948 par les Religieuses Hospitalières de Saint-Joseph de l'Hôtel-Dieu d'Arthabaska sous le nom d'Hôtel-Dieu de Saint-Jérôme. Les premiers patients sont admis en 1950. Une école d’infirmières y voit le jour en 1958. Les dernières sœurs infirmières quitteront en 1976.
Un agrandissement est effectué en 1990, permettant à l'établissement de dépasser les 400 lits.

## Statistiques
- 3 900 employés[4]
- 349 médecins
- 405 lits de courte durée, dont 76 en psychiatrie